# 劉介
劉介（1466年—1529年），字師惠，陝西延安府清澗縣人，軍籍，明朝政治人物。

## 生平
弘治二年（1489年）己酉科陝西鄉試第十七名舉人。弘治六年（1493年）中式癸丑科會試第五十名，二甲第五十三名進士。授戶部主事，升江西撫州府知府。升南京太常寺少卿。正德五年（1510年），被指為劉瑾同黨，革職為民。

## 著作
著作有《北都集》、《南都集》和《東峰詠稿》各一卷。

## 家族
曾祖劉仁，義官；祖父劉尚綗，封錦衣衛百戶；父劉鏞，長沙知府，母張氏（封安人）。重慶下。